# 郭廷謹
郭廷謹，陝西省同州府蒲城縣人，清朝政治人物、同進士出身。
光緒二年，會試第295名；殿試登同進士三甲第七十五名。擔任平谷縣知縣。